# Wydział Ekonomii i Stosunków Międzynarodowych Uniwersytetu Ekonomicznego w Krakowie
Wydział Ekonomii i Stosunków Międzynarodowych Uniwersytetu Ekonomicznego w Krakowie – jeden z pięciu wydziałów w Strukturze Uniwersytetu Ekonomicznego w Krakowie obowiązującej do 30 września 2019 roku. Od 1 października 2019 roku, większość katedr, tworzących ten Wydział, weszła w skład Kolegium Ekonomii, Finansów i Prawa UEK. Jego siedziba znajdowała się przy ul. Rakowickiej 27 w Krakowie.

## Struktura
- Katedra Analiz Strategicznych
- Katedra Ekonomiki Nieruchomości i Procesu Inwestycyjnego
- Katedra Europejskiej Integracji Gospodarczej
- Katedra Handlu Zagranicznego
- Katedra Historii Myśli Ekonomicznej
- Katedra Mikroekonomii
- Katedra Makroekonomii
- Katedra Międzynarodowych Stosunków Gospodarczych
- Katedra Nauk Politycznych
- Katedra Polityki Ekonomicznej i Programowania Rozwoju
- Katedra Prawa Międzynarodowego i Porównawczego
- Katedra Przedsiębiorczości i Innowacji
- Katedra Psychologii i Dydaktyki
- Katedra Strategii Zarządzania i Rozwoju Organizacji
- Katedra Studiów Europejskich
- Katedra Teorii Ekonomii
- Katedra Zarządzania Kapitałem Ludzkim
- Katedra Zarządzania Międzynarodowego*[3]

## Kierunki studiów
- Ekonomia
- Europeistyka
- Inżynieria Organizacji i Zarządzania
- Logistyka Międzynarodowa
- Międzynarodowe Stosunki Gospodarcze
- Stosunki Międzynarodowe[4]

## Władze
- Dziekan: dr hab.Krzysztof Firlej
- Prodziekan: dr hab. Małgorzata Adamska-Chudzińska
- Prodziekan: dr hab. Wojciech Giza
- Prodziekan: dr hab. Karolina Klecha-Tylec[5]